# Plecopterodes variabilis
Plecopterodes variabilis là một loài bướm đêm trong họ Noctuidae.